# 白斑蚱
白斑蚱（学名：Tetrix albomaculatus）一种发现于中华人民共和国广西壮族自治区崇左市扶绥县岜盆乡的昆虫，隶属于蚱科蚱属。

## 形态特征
正模标本为雄性成虫，体型小，身体呈暗褐色。从侧面观察，头顶和颜面隆起形成钝角形，颜面隆起在复眼前直，不凹陷；前胸背板两侧在肩部后各具3个小白色斑，前缘平直，中央有1个小三角形缺口，中隆线全长明显；从侧面观察，背板上缘略呈弧形；前翅呈宽卵形，顶部圆；后翅为黑色，不延伸到达前胸背板后突的顶端。前、中足股节较宽扁，下缘平直，中足股节的宽度与前翅几乎等宽；后足股节粗壮，膝前齿及膝齿直角形，上侧中隆线无细齿。